# 1935 у футболі
Нижче наведені футбольні події 1935 року у всьому світі.

## Засновані клуби
- Арарат (Єреван) (Вірменія)
- Металург (Запоріжжя)
- Сан-Паулу (Бразилія)

## Національні чемпіони
- Аргентина: Бока Хуніорс
- Англія: Арсенал (Лондон)
- Іспанія: Реал Бетіс
- Нідерланди: ПСВ Ейндговен
- Польща: Рух (Хожув)
- Туреччина: Фенербахче
- Україна : Дніпропетровськ
- Угорщина: Уйпешт
- Шотландія: Рейнджерс